# Никольская церковь (Кикинда)
Никольская церковь (серб. Црква Светог Николе ) — православный храм Банатской епархии Сербской православной церкви в городе Кикинда Северно-Банатского округа Воеводины. Памятник культуры Сербии исключительного значения.
Строительство современной Никольской церкви началось в 1769 году. На этом месте ранее уже располагался храм, построенный в 1758 году из прутьев и покрытый камышом. В 1774 году была построена колокольня, что завершило строительство новой церкви. Во время революции 1848 года колокольня была разрушена. Большое навершие колокольни в стиле барокко было опять установлено на ней только в 1981 году.
Иконостас церкви был расписан Яковом Орфелином в 1773 году. В 1790 году Теодор Илич Чешляр написал в храме две фрески: Тайную вечерю на северной стене нефа и Воскресение Христово на южной. В конце XIX века Любомир Александрович расписал притвор церкви.
В 1974 году были проведены работы по реставрации и консервации иконостаса, а в 2003—2004 годах — фресок.